# 神村エリカ
神村 エリカ（かみむら えりか、1992年12月30日 - ）は、日本の元女子キックボクサー。東京都出身。元WPMF世界女子ミニフライ級王者。元WMC世界女子ミニフライ級王者。

## 来歴
小学生から空手を始めた。2006年4月、父親の勧めで山木ジムに入門。
2007年2月4日、14歳1か月でのセミプロルールデビュー戦となったJ-GIRLS「女祭り 開幕戦」で岡本樹にKO勝ち。
2007年3月31日、J-GIRLSで日本最強女子中学生決定戦と銘打ち、1歳年下の陣内まどかと対戦し、判定勝ち。
2007年11月4日、J-GIRLS「風花祭り」で行なわれた女子中学生最強決定トーナメントに出場。決勝で陣内まどかに判定負けを喫し、準優勝となった。この日から所属を侍塾にした。
2008年2月11日、15歳1か月でのプロデビュー戦となったMARSで☆MIKA☆に判定勝ち。
2008年3月に中学を卒業。キックボクシングに専念するために高校に進学しなかったが、その後通信制の高校へ入学した。
2008年4月13日、J-GROW 20 アマチュア大会でMVPを獲得。
2008年11月9日、J-GIRLSミニフライ級次期王座挑戦者決定トーナメント1回戦でMaiと対戦し、KO勝ち。この日はチームPETER☆RABBIT所属として出場したが、その後TARGETに移籍した。
2009年4月5日、J-GIRLSミニフライ級次期王座挑戦者決定トーナメント決勝でLittle Tigerに判定勝ちし、王座挑戦権を獲得した。
2009年7月26日、J-GIRLSミニフライ級タイトルマッチで田嶋はるに挑戦し、判定勝ち。16歳・8戦8勝で王座を獲得した。
2009年9月13日、M-1ムエタイチャレンジ「Yod Nak Suu vol.3」で行なわれたWPMF世界女子ミニフライ級タイトルマッチで同じく16歳の王者パヤックイン・シットニワットと対戦し、判定勝ちでムエタイ世界王座を獲得した。
2009年12月20日、J-GIRLS World Queen Tournament 2009に出場。1回戦でヌシアン・ポー・プラムックに判定勝ちするも、準決勝で安倍基江に1Rにダウンを奪われた上で判定負け。プロ11戦目にして初黒星となった。
2010年1月、J-GIRLSの2009年MVPに選出されたことが発表された。
2010年5月16日、RISE 65でホ・ソンボクと対戦し、左ストレートでKO勝ち。この試合からリングネームを神村エリカに変更した。
2010年7月25日、J-GIRLSミニフライ級王座防衛戦で安倍基江と7か月ぶりに再戦し、3-0の判定勝ちで王座初防衛に成功した。
2010年9月12日、WPMF世界女子ミニフライ級王座防衛戦でノングネーン・ソーシリワンと対戦し、3-0の判定勝ちで初防衛に成功した。
2010年11月14日、WMC世界女子ミニフライ級王座決定戦でナムワン・シッヂャンチャイと対戦し、右ボディブローによるKO勝ちで2つ目のムエタイ世界王座を獲得した。。
2010年12月30日、戦極 Soul of Fightでちはると戦極ムエタイルールで対戦し、左肘打ちで額をカットさせTKO勝ちを収めた。
2011年1月30日、J-GIRLS興行でリングに上がり、J-GIRLSミニフライ級王座を当日付けで返上することを発表した。
2011年4月23日、SHOOT BOXING 2011 act.2でGirls S-cup2009王者／2010世界王者RENAとシュートボクシングルールのエキシビジョンマッチを行い、左フックでダウンを奪った（エキシビジョンのため勝敗なし）。
2011年8月19日、シュートボクシング・ガールズトーナメント Girls S-cup2011に出場。1回戦で岡加奈子を、準決勝で吉田実代をKOで下し、決勝ではハム・ソヒに投げによるシュートポイントを2度取られながらもパンチでダウンを奪って逆転し、優勝を果たした。
2011年10月2日、WBCムエタイ女子インターナショナル・ライトフライ級王座決定戦でデニス・メラーと対戦し、左フックによるKO勝ちで日本女子初のインターナショナル王座を獲得した。試合後にリングに上がったパトリックWBCムエタイ事務総長は、この勝利をもって世界タイトルへの挑戦権が最優先で与えられることを発表した。。
2011年11月23日、TOKYO DOME CITY HALLで行われたRISE 85でRENAと初代RISE QUEEN決定戦で対戦、0-3の判定負けを喫し王座獲得に失敗した。
2012年6月2日、RISE QUEEN次期挑戦者決定戦でハム・ソヒと再戦し、3-0の判定勝ちで王座挑戦権を獲得。
2012年8月25日、SHOOT BOXING WORLD TOURNAMENT Girls S-cup 2012の1回戦でロレーナ・クラインと対戦し、延長Rに首投げでシュートポイントを奪われ判定負け。
2012年12月2日、WPMF世界女子ミニフライ級王座決定戦でローマ・ルックブンミーと対戦し、左ストレートによるKO勝ちで一度返上した同王座を再び獲得。
2014年8月、現役引退を表明。
現在はTARGETのトレーナーとして後進の指導を行う傍ら、ABEMAにてRISE中継のメイン解説を務めている。

## 戦績

### プロキックボクシング
| キックボクシング 戦績 | キックボクシング 戦績 | キックボクシング 戦績 | キックボクシング 戦績 | キックボクシング 戦績 | キックボクシング 戦績 | キックボクシング 戦績 |
| --------------------- | --------------------- | --------------------- | --------------------- | --------------------- | --------------------- | --------------------- |
| 31 試合               | (T)KO                 | 判定                  | その他                | 引き分け              | 無効試合              |                       |
| 28 勝                 | 15                    | 13                    | 0                     | 0                     | 0                     |                       |
| 3 敗                  | 0                     | 3                     | 0                     | 0                     | 0                     |                       |

| 勝敗 | 対戦相手                           | 試合結果                                        | 大会名 | 開催年月日     |
| ○    | 紅絹                               | 3分5R終了 判定3-0                               | RISE 95 【第2代RISE QUEEN 決定戦】                                                                                               | 2013年9月13日  |
| ○    | チュリー・ゴータウインジム         | 1R 1:44 TKO                                     | M-FIGHT SUK WEERASAKRECK Ⅱ Part.1 【WPMF世界女子ミニフライ級タイトルマッチ】                                                     | 2013年6月16日  |
| ○    | ローマ・ルックブンミー             | 3R 1:21 KO（左ストレート）                      | RISE/M-1 MC 〜INFINITY〜 【WPMF世界女子ミニフライ級王座決定戦】                                                                  | 2012年12月2日  |
| ×    | ロレーナ・クライン                 | 延長R終了 判定0-3                               | SHOOT BOXING WORLD TOURNAMENT Girls S-cup 2012 【1回戦】                                                                         | 2012年8月25日  |
| ○    | ハム・ソヒ                         | 3分3R終了 判定3-0                               | RISE 88 【RISE QUEEN次期挑戦者決定戦】                                                                                           | 2012年6月2日   |
| ○    | ファン・ヤーウェン                 | 1R 0:33 TKO（左ストレート）                     | RISE 87 【日中対抗戦】 | 2012年3月24日  |
| ×    | RENA                               | 3分5R終了 判定0-3                               | RISE 85 ～RISE HEAVY WEIGHT TOURNAMENT2011～ 【初代RISE QUEEN決定戦】                                                            | 2011年11月23日 |
| ○    | デニス・メラー                     | 1R 1:49 KO（左フック）                          | WBCムエタイ・ジャパン第2回大会「The Path to the World Champion」 【WBCムエタイ女子インターナショナル・ライトフライ級王座決定戦】 | 2011年10月2日  |
| ○    | ハム・ソヒ                         | 2分3R終了 判定3-0                               | シュートボクシング・ガールズトーナメント Girls S-cup2011 【Girls S-cup2011トーナメント決勝戦】                                   | 2011年8月19日  |
| ○    | 吉田実代                           | 1R 0:50 KO（2ダウン：左フック）                 | シュートボクシング・ガールズトーナメント Girls S-cup2011 【Girls S-cup2011トーナメント準決勝戦】                                 | 2011年8月19日  |
| ○    | 岡加奈子                           | 2R 0:31 KO（2ダウン）                           | シュートボクシング・ガールズトーナメント Girls S-cup2011 【Girls S-cup2011トーナメント一回戦】                                   | 2011年8月19日  |
| ○    | ティティアナ・ヴァン・ポラーナ     | 1R 2:01 KO（3ダウン：左フック）                 | RISE 80 | 2011年7月23日  |
| ○    | シルビア・ラノッテ                 | 3R 1:20 TKO（ドクターストップ：鼻骨骨折の疑い） | RISE 78 | 2011年6月4日   |
| ○    | タワン・ポー・プラムック           | 1R 0:21 KO（左フック）                          | RISE 76 | 2011年4月17日  |
| ○    | ちはる                             | 2R 0:38 TKO（額カット）                         | 戦極 Soul of Fight | 2010年12月30日 |
| ○    | ナムワン・シッヂャンチャイ         | 1R 1:48 KO（右ボディ）                          | M-1 FAIRTEX SINGHA BEER ムエタイチャレンジ「NAI KANOMTOM vol.4」 【WMC世界女子ミニフライ級王座決定戦】                           | 2010年11月14日 |
| ○    | ノングネーン・ソーシリワン         | 2分5R終了 判定3-0                               | M-1 RAJA BOXING SINGHA BEER ムエタイチャレンジ「NAI KANOMTOM vol.3」 【WPMF世界女子ミニフライ級タイトルマッチ】                  | 2010年9月12日  |
| ○    | 安倍基江                           | 2分5R終了 判定3-0                               | J-NETWORK「J-GIRLS Catch The stone〜9」 【J-GIRLSミニフライ級タイトルマッチ】                                                    | 2010年7月25日  |
| ○    | ホ・ソンボク                       | 1R 0:58 KO（左ストレート）                      | RISE 65 | 2010年5月16日  |
| ○    | トーンター・シットソーコーカムロン | 3分3R終了 判定3-0                               | M-1 FAIRTEX SINGHA BEER ムエタイチャレンジ「NAI KANOMTOM vol.1」                                                                 | 2010年3月21日  |
| ×    | 安倍基江                           | 2分2R終了 判定0-3                               | J-NETWORK「J-GIRLS Final Stage 2009」 【J-GIRLS World Queen Tournament 2009 準決勝】                                             | 2009年12月20日 |
| ○    | ヌシアン・ポー・プラムック         | 2分2R終了 判定3-0                               | J-NETWORK「J-GIRLS Final Stage 2009」 【J-GIRLS World Queen Tournament 2009 1回戦】                                              | 2009年12月20日 |
| ○    | パヤックイン・シットニワット       | 2分3R終了 判定3-0                               | M-1 FAIRTEX SINGHA BEER ムエタイチャレンジ2009 Yod Nak Suu vol.3 【WPMF世界女子ミニフライ級タイトルマッチ】                      | 2009年9月13日  |
| ○    | 田嶋はる                           | 2分5R終了 判定2-0                               | J-NETWORK「J-GIRLS Champion Festival 2009」 【J-GIRLSミニフライ級タイトルマッチ】                                                | 2009年7月26日  |
| ○    | Little Tiger                       | 2分3R終了 判定3-0                               | J-NETWORK「J-GIRLS Catch The stone〜2」 【J-GIRLSミニフライ級次期王座挑戦者決定トーナメント 決勝】                               | 2009年4月5日   |
| ○    | 林田昌子                           | 2分3R終了 判定3-0                               | J-NETWORK「J-GIRLS Catch The stone〜1」 【J-GIRLS認定ミニフライ級次期王座挑戦者決定トーナメント 準決勝】                         | 2009年1月18日  |
| ○    | Mai                                | 2R 1:40 KO                                      | J-NETWORK「J-GIRLS Final Stage 2008」 【J-GIRLSミニフライ級次期王座挑戦者決定トーナメント 1回戦】                                | 2008年11月9日  |
| ○    | 美保                               | 2R 1:41 KO（3ダウン：右ミドルキック）           | J-NETWORK「J-GIRLS Hurricane Battle」                                                                                            | 2008年9月7日   |
| ○    | 倉光智子                           | 2分3R終了 判定3-0                               | J-NETWORK「J-GIRLS Summer Kick Carnival」                                                                                        | 2008年7月21日  |
| ○    | 関友紀子                           | 3R 1:38 KO（3ダウン：右ミドルキック）           | J-NETWORK「J-GIRLS 菖蒲祭り」 【J-GIRLSミニフライ級次期王座挑戦者決定トーナメント リザーブファイト】                             | 2008年5月25日  |
| ○    | ☆MIKA☆                             | 2分3R終了 判定3-0                               | MARS 11 "2nd ANNIVERSARY"【キックルール】                                                                                        | 2008年2月11日  |

### アマチュアキックボクシング
| 勝敗 | 対戦相手   | 試合結果                     | 大会名                                                                  | 開催年月日    |
| ×    | 陣内まどか | 90秒2R+延長R終了 判定0-3     | J-NETWORK「J-GIRLS 風花祭り」 【女子中学生最強決定トーナメント 決勝】   | 2007年11月4日 |
| ○    | 中村すずな | 2R 0:21 KO                   | J-NETWORK「J-GIRLS 風花祭り」 【女子中学生最強決定トーナメント 準決勝】 | 2007年11月4日 |
| △    | 山田紗暉   | 90秒2R終了 判定0-0           | J-NETWORK「J-GIRLS 女祭り Final round」 【セミプロファイト】            | 2007年5月20日 |
| ○    | 陣内まどか | 2R 0:54 KO                   | 天空キックボクシング協会 「キックボクシング『天空』〜東西南北〜」       | 2007年4月15日 |
| ○    | 陣内まどか | 90秒2R終了 判定3-0           | J-NETWORK「J-GIRLS 女祭り 2nd round」 【セミプロルール】                | 2007年3月31日 |
| ○    | 岡本樹     | 1R 0:25 KO（左ミドルキック） | J-NETWORK「J-GIRLS 女祭り 開幕戦」 【セミプロルール】                   | 2007年2月4日  |

## 獲得タイトル
- 第3代J-GIRLSミニフライ級王座
- WPMF世界女子ミニフライ級王座
- WMC世界女子ミニフライ級王座
- Girls S-cup2011 優勝
- WBCムエタイ女子インターナショナル・ライトフライ級王座
- 第2代RISE QUEEN